# Волосівська сільська рада (Андрушівський район)
| Волосівська сільська рада — колишня адміністративно-територіальна одиниця та орган місцевого самоврядування у Андрушівському, Іванківському і Попільнянському районах Волинської округи, Київської і Житомирської областей Української РСР та України з адміністративним центром у с. Волосів. Сільській раді були підпорядковані населені пункти: - с. Волосів - с. Града |

## Населення
Кількість населення ради, станом на 1923 рік, становила 1 661 особу, кількість дворів — 362.
Відповідно до результатів перепису населення СРСР, кількість населення ради, станом на 12 січня 1989 року, становила 630 осіб.
Станом на 5 грудня 2001 року, відповідно до перепису населення України, кількість мешканців сільської ради становила 536 осіб.

## Склад ради
Рада складалась з 12 депутатів та голови.

## Керівний склад сільської ради
| ПІБ                        | Основні відомості                                                 | Дата обрання          | Дата звільнення       |
| -------------------------- | ----------------------------------------------------------------- | --------------------- | --------------------- |
| Тарасюк Валентина Іванівна | Сільський голова, 1957 року народження, освіта, позапартійна      | 26.03.2006 31.10.2010 | 31.10.2010 25.10.2015 |
| Шателюк Людмила Євгеніївна | Сільський голова, 1975 року народження, освіта вища, позапартійна | 25.10.2015            |                       |

Примітка: таблиця складена за даними джерела

## Історія
Створена 1923 року в с. Волосів Котельнянської волості Житомирського повіту Волинської губернії. Станом на 1 жовтня 1941 року на обліку числяться виселки Града, Ставище та залізнична станція Града. Станом на 1 вересня 1946 року вис. Града не перебуває на обліку населених пунктів. Вис. Ставище пропущений в довіднику 1946 року, станом на 1952 рік числиться як хутір, що підлягає перетворенню в село.
Станом на 1 вересня 1946 року сільська рада входила до складу Андрушівського району Житомирської області, на обліку в раді перебувало с. Волосів.
5 березня 1959 року, внаслідок об'єднання сільських рад, відповідно рішення Житомирського облвиконкому № 161 «Про ліквідацію та зміну адміністративно-територіального поділу окремих сільських рад області», до складу ради включене с. Нова Котельня ліквідованої Новокотельнянської сільської ради Андрушівського району. 16 вересня 1960 року, відповідно до рішення Житомирського ОВК № 960 «Про уточнення обліку населених пунктів області», до обліку населених пунктів ради включено с. Чубарівка.
Станом на 1 січня 1972 року сільська рада входила до складу Андрушівського району Житомирської області, на обліку в раді перебували села Волосів, Нова Котельня та Чубарівка.
27 грудня 1996 року, відповідно до рішення Житомирської обласної ради, с. Нова Котельня відійшло до складу відновленої Новокотельнянської сільської ради Андрушівського району.
Виключена з облікових даних 17 липня 2020 року, відповідно до постанови Верховної Ради України № 807-ІХ; територію та населені пункти ради, відповідно до розпорядження Кабінету Міністрів України № 711-р від 12 червня 2020 року «Про визначення адміністративних центрів та затвердження територій територіальних громад Житомирської області», включено до складу Андрушівської міської територіальної громади Бердичівського району Житомирської області.
Входила до складу Андрушівського (7.03.1923 р., 3.09.1930 р., 4.01.1965 р.), Іванківського (Левківського, 15.10.1925 р.) та Попільнянського (30.12.1962 р.) районів.